# 토미 다이사트
토미 다이사트(영어: Tommy Dysart, 1935년 12월 24일 ~ 2022년 6월 7일)는 오스트레일리아의 배우이다. 스코틀랜드 글래스고에서 태어났다.

## 출연 작품

### 영화
- 《재스퍼 모렐리의 신비한 지구탐험》 (2005년)
- River Street (1996)
- 《메탈 스킨》 (1994년)
- 《바디 멜트》 (1993년)
- 《스카이 레이더스》 (1986년)
- 《스노위 맨》 (1982년)

### 텔레비전
- 프리즈너 (1980-82, Prisoner) - 족 스튜어트 역